# 孔基斯塔 (米纳斯吉拉斯州)
孔基斯塔（葡萄牙語：Conquista）是巴西米纳斯吉拉斯州的一个市镇。总面积616.211平方公里，总人口6851人，人口密度11.1人/平方公里。